# Буцни (Летичевский район)
Буцни́ (укр. Буцні) — село в Летичевском районе Хмельницкой области Украины.
Население по переписи 2001 года составляло 201 человек. Почтовый индекс — 31554. Телефонный код — 3857. Занимает площадь 1,346 км². Код КОАТУУ — 6823080402.

## Местный совет
31553, Хмельницкая обл., Летичевский р-н, с. Голенищево, ул. Центральная, 54